# Conte di Mar
Conte di Mar o Mormaer di Mar (secondo l'antichissimo uso scozzese) è un titolo ereditario della nobiltà inglese della Parìa scozzese. La prima creazione della contea venne originariamente creata per il governatore della provincia di Mar nel nord-est della Scozia. Il primo conte attestato è nel 1014, con "seat" o "caput" al Castello di Kildrummy. Il titolo riuscì ad evolversi in un titolo di parìa e divenne particolarmente noto grazie a John Erskine, XXIII conte di Mar che fu un importante capo militare giacobita durante la Rivolta giacobita del 1715.
A partire dal XIX secolo, vi sono attualmente due conti di Mar, con James Thorne Erskine, XIV conte di Mar e XVI conte di Kellie e Margaret di Mar, XXXI contessa di Mar. Il conte di Mar e Kellie è il capo clan ereditario del Clan Erskine; la contessa di Mar è il capo clan ereditario del Clan Mar. La contea di Mar si ha ragione di credere sia il più antico titolo di parìa della Gran Bretagna e persino d'Europa.

## Storia

### I primi conti di Mar
Il primo Mormaer di Mar è solitamente ritenuto essere Ruadrí (fl. 1131), menzionato nel Book of Deer. Altre fonti moderne indicano anche alcuni suoi predecessori tra cui ad esempio Muirchertach (latinizzato in Martachus) e Gartnait (talvolta Gratnach), menzionati rispettivamente durante il regno di Malcom III di Scozia (relativamente a Céli Dé ed a Loch Leven) e di re Alessandro I (relativamente alla fondazione del monastero di Scone), anche se in questi casi l'identificazione delle differenti personalità appare complessa e difficile da provare. I resoconti della Battaglia di Clontarf in alcuni degli Annali irlandesi vengono nominati "Domnall figlio di Eimen figlio di Cainnech" e Mormaer di Mar in Alba" tra i soldati rimasti uccisi nel 1014 assieme a Brian Boru.
La sede principale dell'iniziale mormaerato furono Migvie and Doune of Invernochty. Il mormaerato probabilmente fu inizialmente diviso in due gruppi, rappresentati rispettivamente da Morggán, e da Gille Críst. Gille Críst succedette a Morggán, ma venne succeduto da Donnchadh  (Duncan), figlio di Morggán.
Nel 1230 circa vi fu un accordo tra Duncan e Thomas Durward, nipote apparentemente di Gilchrist, col quale Durwar si dice abbia ricevuto 300 sterline di terra che venne derivato dalla contea, in particolare a Fichlie, presso Kildrummy, ed a Lumphanan. Donnchadh ebbe il titolo di mormaer, le ricchezze e le truppe di Mar. Questa iniziale linea dei mormaers si estinse quando Thomas morì senza eredi nel 1374.

### XV secolo
Mentre l'undicesimo detentore del titolo, Isabel Douglas, contessa di Mar, si trovava sola al Castello di Kildrummy, Alexander Stewart riuscì a penetrare nella fortezza e la costrinse a siglare un documento il 12 agosto 1404 col quale ella avrebbe ceduto a lui l'intera sua contea per sé e per i suoi eredi. Anni dopo la contessa revocò l'atto sottoscritto, ma quando venne costretta a sposarlo, gli eredi a cui concesse il titolo furono anche i suoi.
Nel 1426, Stewart decise di rinunciare al titolo per farsene garantire uno nuovo dal sovrano, uno "più legittimo". Il re si accordò per questa prospettiva ma impose che le terre ed il titolo della contea tornassero alla corona alla morte del conte in carica. Nel 1435 il conte morì e Robert, lord Erskine, pretese il titolo per sé e per i propri eredi. La questione rimase senza soluzione sino al 1457 quando Giacomo II riuscì a derimere il fatto proclamando la contea come proprietà della corona scozzese e di nessun altro feudatario. Successivamente il sovrano concesse il titolo a suo figlio Giovanni, che morì senza eredi nel 1479. Il titolo venne quindi concesso all'altro figlio di Giacomo, Alessandro, duca di Albany, ma il titolo venne infine ritirato perché Alessandro si alleò con gli inglesi contro il proprio stesso padre. Giacomo III creò suo figlio Giovanni conte di Mar nel 1486, alla cui morte nel 1503 il titolo si estinse nuovamente.

### I secoli XVI-XVIII

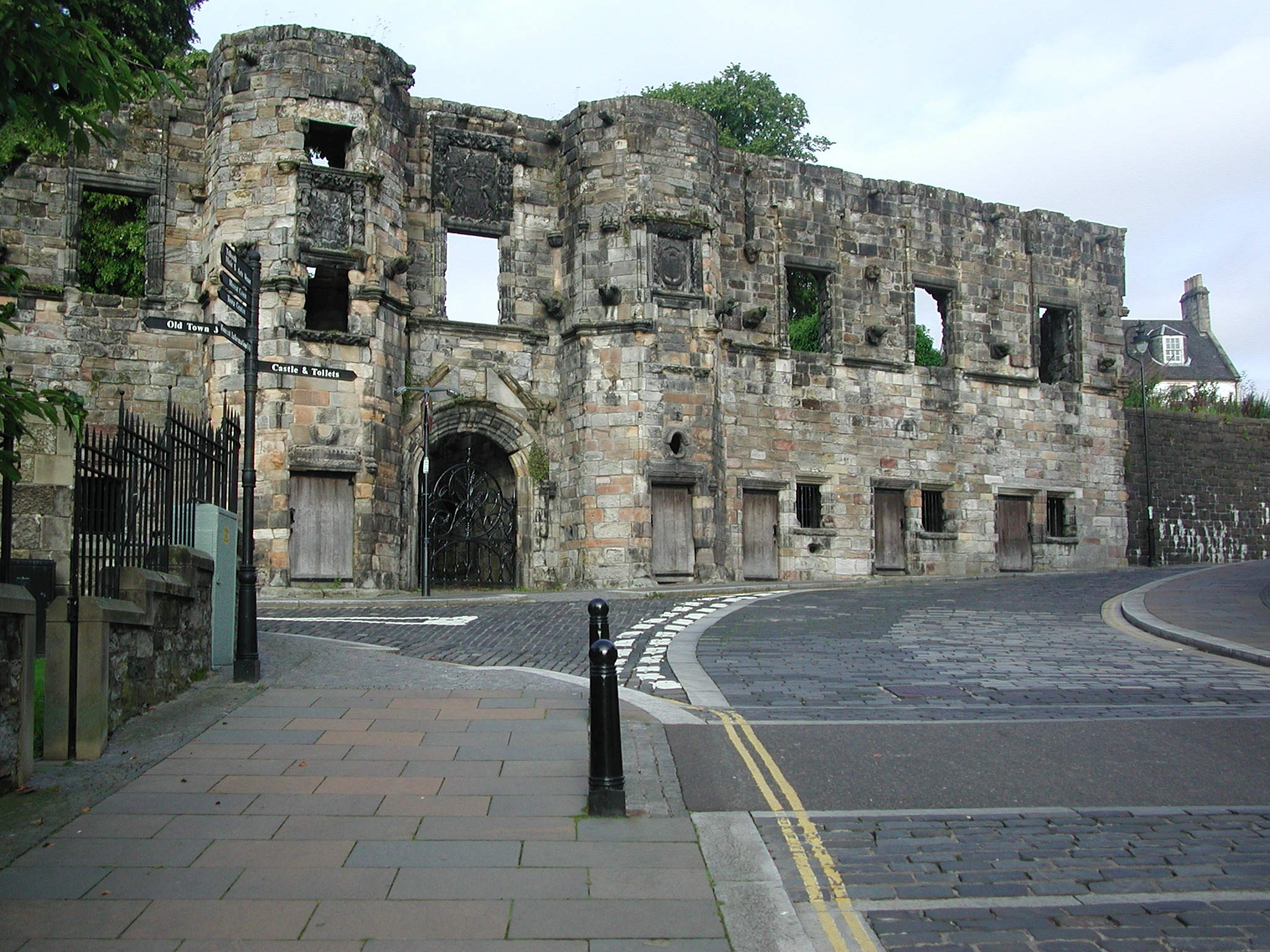
Mars Wark: la casa dei conti di Mar a Stirling, situata nei pressi del Castello di Stirling, dal momento che a metà del XVI secolo i conti di Mar divennero castellani in loco.

Il titolo venne nuovamente creato nel 1562, per Giacomo, conte di Moray, figlio di Giacomo V ma anche egli non ebbe figli legittimi a cui trasmetterlo. Moray si ribellò nel 1565 (vedi Raid di Chaseabout) in protesta per il matrimonio tra Maria, regina di Scozia, e Henry Stuart, lord Darnley. Di conseguenza, la regina Maria restaurò (o creò) la contea di Mar assegnandola a Giovanni, lord Erskine, erede di lord Erskine, erede degli antichi conti e cugino di Isabella che già aveva questionato con Giacomo II sulla successione alla contea. Giovanni, il XXIII conte (o VI se si considera la creazione dal 1565) venne condannato per ribellione nel 1716 (egli era stato creato anche Duca di Mar nella Parìa giacobita), e la contea rimase non assegnata per più di un secolo.

### XIX secolo
Nel 1824, la contea venne infine restaurata con un Act of Parliament (5 Geo. IV c. 59) a John Francis Erskine, erede dei primi conti. Suo nipote, il nono conte, riuscì ad ottenere per eredità anche la contea di Kellie ed i titoli associati nel 1835.
Alla morte del XXVI conte di Mar e XI conte di Kellie nel 1866, la contea di Kellie ed i possedimenti di famiglia passarono a Walter Erskine, cugino dell'ultimo conte, ed ai suoi eredi maschi. Nel frattempo, venne stabilito che la contea di Mar passasse a John Francis Goodeve, nipote dell'ultimo conte ed ai suoi eredi generici. Goodeve decise di cambiare il proprio cognome in Goodeve Erskine. Il conte di Kellie ad ogni modo inviò una petizione alla Camera dei Lords chiedendo che la contea di Mar fosse assegnata a lui, morendo però prima che questa venisse presa in considerazione dalla camera. Suo figlio, il XIII conte di Kellie, rinnovò la petizione e la camera dei Lords la passò alla Committee on Privileges. La petizione includeva un certo numero di pretese:
- L'originaria contea di Mar era un titolo territoriale e non tanto un titolo di parìa e pertanto esso era indivisibile (in altre parole, il territorio non poteva essere separato dal titolo)
- Alessandro Stewart ottenne a suo tempo una patente regia per la contea piuttosto che riceverla di diritto da sua moglie Isabel.
- Dopo la morte di Alessandro Stewart, le sue terre tornarono al sovrano secondo la medesima patente e quindi tornarono a disposizione della corona scozzese.
- Dal momento che la contea territoriale era "indivisibile", se il territorio veniva cancellato anche la contea lo era.
- Quindi se il territorio come tale non esisteva più, la concessione del 1565 non era un ripristino del titolo bensì una vera e propria nuova creazione, questa volta in titolo appartenente alla parìa di Scozia.
- Dal momento che l'istrumento di concessione del 1565 non si trova in originale, si presume che la contea fosse trasmessa secondo l'antico costume dell'agnizione maschile e non per gli eredi in generale. Per questo i conti di Kellie sono titolati a detenere anche la contea di Mar in quanto ultimi eredi maschi dell'ultimo conte di Mar, mentre John Goodeve Erskine ne era erede in generale.

Goodeve Erskine aveva idee differenti al riguardo ed egli stesso inviò una contropetizione alla camera dei Lords coi seguenti argomenti:
- Giacomo I, in un atto tirannico, assegnò le terre della contea ad Alessandro Stewart, quando queste dovevano essere contesse a Robert, lord Erskine.
- I "veri" conti non si accordarono mai per rinunciare ai loro diritti sulla contea.
- La concessione del 1565 fu una restituzione dell'antica contea territoriale, seguita da una nuova concessione in parìa.
- Secondo la convenzione del 1565 che andò a creare quindi un vero e proprio nuovo titolo pur usando un nome antico, gli eredi in generale potevano accedere alla contea, e quindi John Goodeve Erskine appariva il legittimo erede, essendo l'erede generale dell'ultimo conte di Mar.

La Camera dei Lords tramite la Committee on Privileges stabilì nel 1875 (col disappunto di molti) che la contea di Mar era stata effettivamente ricreata nel 1565 come parìa ma assegnata ai soli eredi maschi, e quindi che essa apparteneva ai conti di Kellie, e non ai Goodeve Erskine. Il Lord Chancellor, Roundell Palmer, I barone Selborne, decretò l'atto "finale, giusto o sbagliato, e sul quale non si debba più questionare".
Ad ogni modo, vi era il sentore che la camera dei Lords avesse deciso in maniera errata. La questione passò in parlamento per permettere a Goodeve Erskine di assumere il titolo. L’Earldom of Mar Restitution Act 1885 (48 & 49 Vict.) dichiarò che a causa dei dubbi circa la creazione del 1565, vi sarebbero state due contee di Mar. La contea creata nel 1565 sarebbe rimasta ai Kellie. L'antica contea territoriale venne indicata come ancora esistente e pertanto venne concessa a John Goodeve Erskine. Per questioni di precedenza, venne assunto che l'antica contea concessa agli eredi Goodeve Erskine venne creata nel 1404.

## Mormaers di Mar / primi conti
- Cainnech (?)
- Eimen (?)
- Domnall (m. 1014 (Clontarf)
- Muirchertach (?) (fl. 1115)
- Ruadrí, conte di Mar (fl. 1130)
- Gille Chlerig, conte di Mar (fl. 1140)
- Morggán, conte di Mar (m. prima del 1183)
- Gille Críst, conte di Mar (m. c. 1203)
- Donnchadh, conte di Mar (m. c. 1244)
- Uilleam, conte di Mar (m. c. 1276)
- Domhnall I, conte di Mar (m. c. 1301)
- Gartnait, conte di Mar (m. c. 1305)
- Domhnall II, conte di Mar (m. 1332)
- Thomas, conte di Mar (m. 1374)
- Margaret, contessa di Mar (m. c. 1391)
  - William Douglas, I conte di Douglas e Mar, jure uxoris conte di Mar (1327–1384)
  - James Douglas, II conte di Douglas e Mar, jure matris conte di Mar (1358-1388, morto nella Battaglia di Otterburn)
- Isabel Douglas, contessa di Mar (c. 1360–1408)
  - Alexander Stewart, conte di Mar (c. 1375–1435), secondo marito di Isabel Douglas (m. 1408); riconosciuto conte jure uxoris per matrimonio nel 1404.

## Conti di Mar, prima creazione (1404) (come stabilito dall'Act of Parliament nel 1885)
Altro titolo: Lord Garioch (1320)

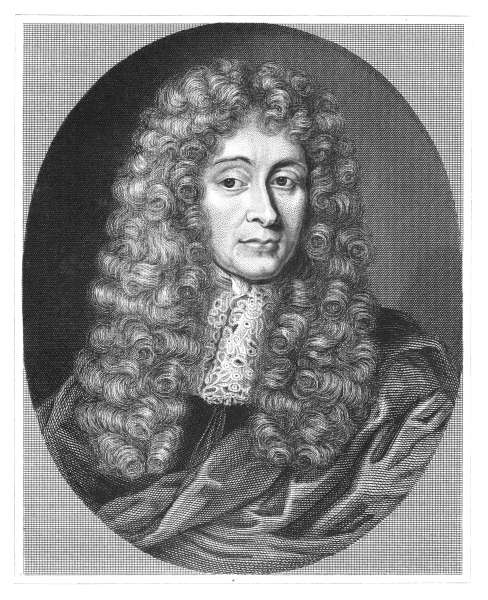
John Erskine, XXIII conte di Mar

- Robert Erskine, I lord Erskine; (riconosciuto XIII conte di Mar dall'atto del 1885, con precedenza dal 1404) (m. 1453)[5]
- Thomas Erskine, II lord Erskine, XIV conte di Mar (m. 1494)
- Alexander Erskine, III lord Erskine, XV conte di Mar (m. 1510)
- Robert Erskine, IV lord Erskine, XVI conte di Mar (m. 1513)
- John Erskine, V lord Erskine, XVII conte di Mar (m. 1555)
- John Erskine, VI lord Erskine, XVIII e I conte di Mar (m. 1572) (secondo quanto confermato dall'atto del 1885)
- John Erskine, XIX/II conte di Mar (c. 1558–1634)
- John Erskine, XX/III conte di Mar (c. 1585–1654)
- John Erskine, XXI/IV conte di Mar (d. 1668)
- Charles Erskine, XXII/V conte di Mar (1650–1689)
- John Erskine, XXIII/VI conte di Mar (1675–1732) (ottenuto nel 1716)
  - Thomas Erskine, lord Erskine (c. 1705–1766)
- John Francis Erskine, XXIV/VII conte di Mar (1741–1825) (restaurato nel 1824)
- John Thomas Erskine, XXV/VIII conte di Mar (1772–1828)
- John Francis Miller Erskine, XI conte di Kellie, XXVI/IX conte di Mar (1795–1866) (succedette anche alla contea di Kellie nel 1829, confermato nel 1835)
- John Francis Erskine Goodeve-Erskine, XXVII conte di Mar (1836–1930) (confermato nel 1885)
- John Francis Hamilton Sinclair Cunliffe Brooks Forbes Goodeve-Erskine, XXVIII conte di Mar (1868–1932)
- Lionel Walter Erskine-Young, XXIX conte di Mar (1891–1965)
- James Clifton of Mar, XXX conte di Mar (1914–1975)
- Margaret Alison of Mar, XXXI contessa di Mar (n. 1940)[6]

L'erede presunto è la figlia dell'attuale detentrice del titolo, Susan Helen di Mar, signora di Mar (n. 1963).

L'erede presunto dell'erede è la nipote dell'attuale detentrice del titolo, Isabel Alice di Mar (n. 1991).

## Conti di Mar e Garioch, terza creazione (1459)
- Giovanni Stewart, I conte di Mar e Garioch (m. 1479)
  - Terre concesse al favorito di Giacomo III, Robert Cochrane nel 1480 (m. 1482).

## Conti di Mar e Garioch, quarta creazione (1483)
- Alessandro Stewart, I duca di Albany (c. 1454–1485) (ritirato nel 1483)

## Conti di Mar e Garioch, quinta creazione (1486)
- Giovanni Stewart, I conte di Mar e Garioch (m. 1503)

## Conti di Mar, sesta creazione (1562)
- James Stewart, conte di Moray e Mar (m. 1570)

## Conti di Mar, settima creazione (1565) (riconosciuto dalla Camera dei Lords nel 1875)
Altri titoli: Conte di Kellie (1619), Visconte di Fentoun (1606), Lord Erskine (1429) e Lord Erskine di Dirleton (1603)
- John Erskine, VI lord Erskine, I e XVIII conte di Mar (m. 1572) (riconosciuto dalla camera dei Lords nel 1875 e restaurato con l'atto di 1885)
- John Erskine, II/XIX conte di Mar (c. 1558–1634)
- John Erskine, III/XX conte di Mar (c. 1585–1654)
- John Erskine, IV/XXI conte di Mar (m. 1668)
- Charles Erskine, V/XXII conte di Mar (1650–1689)
- John Erskine, VI/XXIII conte di Mar (1675–1732) (ottenuto nel 1716)
  - Thomas Erskine, lord Erskine (c. 1705–1766)
- John Francis Erskine, VII/XXIV conte di Mar (1741–1825) (restaurato nel 1824)
- John Thomas Erskine, VIII/XXV conte di Mar (1772–1828)
- John Francis Miller Erskine, XI conte di Kellie, IX/XXVI conte di Mar (1795–1866) (succeduto alla contea di Kellie nel 1829, confermato nel 1835)
- Walter Coningsby Erskine, XII conte di Kellie (1810–1872): (riconosciuto postumo come X conte di Mar)
- Walter Henry Erskine, XIII conte di Kellie, XI conte di Mar (1839–1888) (riconosciuto nel 1875)
- Walter John Francis Erskine, XII conte di Mar e XIV conte di Kellie (1865–1955)
- John Francis Hervey Erskine, XIII conte di Mar e XV conte di Kellie (1921–1993)
- James Thorne Erskine, XIV conte di Mar e XVI conte di Kellie (n. 1949)

L'erede presunto dell'attuale detentore del titolo è suo fratello, Hon. Alexander David Erskine, Master di Mar e Kellie (n. 1952).

## Albero genealogico
| CONTI DI MAR, 1404                                                           |                                                                              |                                                                              |                                                                              |                                                                              |                                                                              |  |  |                                                      |                                                      |                                                      |                                                      |                                                      |                                                      |  |  |  |  |                                                   |                                                   |                                                   |                                                   |                                                   |                                                   |  |  |  |  |                                                |                                                |                                                |                                                |                                                |                                                |  |  |  |  |  |  |                                                                         |                                                                         |                                                                         |                                                                         |                                                                         |                                                                         |  |  |  |  |  |  |  |  |  |  |  |  |  |  |  |  |  |  |  |  |  |  |  |  |
| Robert Erskine I lord Erskine XIII conte di Mar (m. 1452)                    |                                                                              |                                                                              |                                                                              |                                                                              |                                                                              |  |  |                                                      |                                                      |                                                      |                                                      |                                                      |                                                      |  |  |  |  |                                                   |                                                   |                                                   |                                                   |                                                   |                                                   |  |  |  |  |                                                |                                                |                                                |                                                |                                                |                                                |  |  |  |  |  |  |                                                                         |                                                                         |                                                                         |                                                                         |                                                                         |                                                                         |  |  |  |  |  |  |  |  |  |  |  |  |  |  |  |  |  |  |  |  |  |  |  |  |
|                                                                              |                                                                              |                                                                              |                                                                              |                                                                              |                                                                              |  |  |                                                      |                                                      |                                                      |                                                      |                                                      |                                                      |  |  |  |  |                                                   |                                                   |                                                   |                                                   |                                                   |                                                   |  |  |  |  |                                                |                                                |                                                |                                                |                                                |                                                |  |  |  |  |  |  |                                                                         |                                                                         |                                                                         |                                                                         |                                                                         |                                                                         |  |  |  |  |  |  |  |  |  |  |  |  |  |  |  |  |  |  |  |  |  |  |  |  |
| Thomas Erskine II lord Erskine XIV conte di Mar (m. 1493)                    |                                                                              |                                                                              |                                                                              |                                                                              |                                                                              |  |  |                                                      |                                                      |                                                      |                                                      |                                                      |                                                      |  |  |  |  |                                                   |                                                   |                                                   |                                                   |                                                   |                                                   |  |  |  |  |                                                |                                                |                                                |                                                |                                                |                                                |  |  |  |  |  |  |                                                                         |                                                                         |                                                                         |                                                                         |                                                                         |                                                                         |  |  |  |  |  |  |  |  |  |  |  |  |  |  |  |  |  |  |  |  |  |  |  |  |
|                                                                              |                                                                              |                                                                              |                                                                              |                                                                              |                                                                              |  |  |                                                      |                                                      |                                                      |                                                      |                                                      |                                                      |  |  |  |  |                                                   |                                                   |                                                   |                                                   |                                                   |                                                   |  |  |  |  |                                                |                                                |                                                |                                                |                                                |                                                |  |  |  |  |  |  |                                                                         |                                                                         |                                                                         |                                                                         |                                                                         |                                                                         |  |  |  |  |  |  |  |  |  |  |  |  |  |  |  |  |  |  |  |  |  |  |  |  |
| Alexander Erskine III lord Erskine XV conte di Mar (m. 1509)                 |                                                                              |                                                                              |                                                                              |                                                                              |                                                                              |  |  |                                                      |                                                      |                                                      |                                                      |                                                      |                                                      |  |  |  |  |                                                   |                                                   |                                                   |                                                   |                                                   |                                                   |  |  |  |  |                                                |                                                |                                                |                                                |                                                |                                                |  |  |  |  |  |  |                                                                         |                                                                         |                                                                         |                                                                         |                                                                         |                                                                         |  |  |  |  |  |  |  |  |  |  |  |  |  |  |  |  |  |  |  |  |  |  |  |  |
|                                                                              |                                                                              |                                                                              |                                                                              |                                                                              |                                                                              |  |  |                                                      |                                                      |                                                      |                                                      |                                                      |                                                      |  |  |  |  |                                                   |                                                   |                                                   |                                                   |                                                   |                                                   |  |  |  |  |                                                |                                                |                                                |                                                |                                                |                                                |  |  |  |  |  |  |                                                                         |                                                                         |                                                                         |                                                                         |                                                                         |                                                                         |  |  |  |  |  |  |  |  |  |  |  |  |  |  |  |  |  |  |  |  |  |  |  |  |
| Robert Erskine IV lord Erskine XVI conte di Mar (m. 1513)                    |                                                                              |                                                                              |                                                                              |                                                                              |                                                                              |  |  |                                                      |                                                      |                                                      |                                                      |                                                      |                                                      |  |  |  |  |                                                   |                                                   |                                                   |                                                   |                                                   |                                                   |  |  |  |  |                                                |                                                |                                                |                                                |                                                |                                                |  |  |  |  |  |  |                                                                         |                                                                         |                                                                         |                                                                         |                                                                         |                                                                         |  |  |  |  |  |  |  |  |  |  |  |  |  |  |  |  |  |  |  |  |  |  |  |  |
|                                                                              |                                                                              |                                                                              |                                                                              |                                                                              |                                                                              |  |  |                                                      |                                                      |                                                      |                                                      |                                                      |                                                      |  |  |  |  |                                                   |                                                   |                                                   |                                                   |                                                   |                                                   |  |  |  |  |                                                |                                                |                                                |                                                |                                                |                                                |  |  |  |  |  |  |                                                                         |                                                                         |                                                                         |                                                                         |                                                                         |                                                                         |  |  |  |  |  |  |  |  |  |  |  |  |  |  |  |  |  |  |  |  |  |  |  |  |
| John Erskine V lord Erskine XVII conte di Mar (m. 1552)                      |                                                                              |                                                                              |                                                                              |                                                                              |                                                                              |  |  |                                                      |                                                      |                                                      |                                                      |                                                      |                                                      |  |  |  |  |                                                   |                                                   |                                                   |                                                   |                                                   |                                                   |  |  |  |  |                                                |                                                |                                                |                                                |                                                |                                                |  |  |  |  |  |  |                                                                         |                                                                         |                                                                         |                                                                         |                                                                         |                                                                         |  |  |  |  |  |  |  |  |  |  |  |  |  |  |  |  |  |  |  |  |  |  |  |  |
| CONTI DI MAR, 1565                                                           |                                                                              |                                                                              |                                                                              |                                                                              |                                                                              |  |  |                                                      |                                                      |                                                      |                                                      |                                                      |                                                      |  |  |  |  |                                                   |                                                   |                                                   |                                                   |                                                   |                                                   |  |  |  |  |                                                |                                                |                                                |                                                |                                                |                                                |  |  |  |  |  |  |                                                                         |                                                                         |                                                                         |                                                                         |                                                                         |                                                                         |  |  |  |  |  |  |  |  |  |  |  |  |  |  |  |  |  |  |  |  |  |  |  |  |
|                                                                              |                                                                              |                                                                              |                                                                              |                                                                              |                                                                              |  |  |                                                      |                                                      |                                                      |                                                      |                                                      |                                                      |  |  |  |  |                                                   |                                                   |                                                   |                                                   |                                                   |                                                   |  |  |  |  |                                                |                                                |                                                |                                                |                                                |                                                |  |  |  |  |  |  |                                                                         |                                                                         |                                                                         |                                                                         |                                                                         |                                                                         |  |  |  |  |  |  |  |  |  |  |  |  |  |  |  |  |  |  |  |  |  |  |  |  |
| John Erskine XVIII conte di Mar I conte di Mar (m. 1572)                     |                                                                              |                                                                              |                                                                              |                                                                              |                                                                              |  |  |                                                      |                                                      |                                                      |                                                      |                                                      |                                                      |  |  |  |  |                                                   |                                                   |                                                   |                                                   |                                                   |                                                   |  |  |  |  |                                                |                                                |                                                |                                                |                                                |                                                |  |  |  |  |  |  |                                                                         |                                                                         |                                                                         |                                                                         |                                                                         |                                                                         |  |  |  |  |  |  |  |  |  |  |  |  |  |  |  |  |  |  |  |  |  |  |  |  |
|                                                                              |                                                                              |                                                                              |                                                                              |                                                                              |                                                                              |  |  |                                                      |                                                      |                                                      |                                                      |                                                      |                                                      |  |  |  |  |                                                   |                                                   |                                                   |                                                   |                                                   |                                                   |  |  |  |  |                                                |                                                |                                                |                                                |                                                |                                                |  |  |  |  |  |  |                                                                         |                                                                         |                                                                         |                                                                         |                                                                         |                                                                         |  |  |  |  |  |  |  |  |  |  |  |  |  |  |  |  |  |  |  |  |  |  |  |  |
| John Erskine XIX conte di Mar II conte di Mar (1558-1634)                    |                                                                              |                                                                              |                                                                              |                                                                              |                                                                              |  |  |                                                      |                                                      |                                                      |                                                      |                                                      |                                                      |  |  |  |  |                                                   |                                                   |                                                   |                                                   |                                                   |                                                   |  |  |  |  |                                                |                                                |                                                |                                                |                                                |                                                |  |  |  |  |  |  |                                                                         |                                                                         |                                                                         |                                                                         |                                                                         |                                                                         |  |  |  |  |  |  |  |  |  |  |  |  |  |  |  |  |  |  |  |  |  |  |  |  |
|                                                                              |                                                                              |                                                                              |                                                                              |                                                                              |                                                                              |  |  |                                                      |                                                      |                                                      |                                                      |                                                      |                                                      |  |  |  |  |                                                   |                                                   |                                                   |                                                   |                                                   |                                                   |  |  |  |  |                                                |                                                |                                                |                                                |                                                |                                                |  |  |  |  |  |  |                                                                         |                                                                         |                                                                         |                                                                         |                                                                         |                                                                         |  |  |  |  |  |  |  |  |  |  |  |  |  |  |  |  |  |  |  |  |  |  |  |  |
| John Erskine XX conte di Mar III conte di Mar (1585-1653)                    |                                                                              |                                                                              |                                                                              |                                                                              |                                                                              |  |  |                                                      |                                                      |                                                      |                                                      |                                                      |                                                      |  |  |  |  |                                                   |                                                   |                                                   |                                                   |                                                   |                                                   |  |  |  |  |                                                |                                                |                                                |                                                |                                                |                                                |  |  |  |  |  |  |                                                                         |                                                                         |                                                                         |                                                                         |                                                                         |                                                                         |  |  |  |  |  |  |  |  |  |  |  |  |  |  |  |  |  |  |  |  |  |  |  |  |
|                                                                              |                                                                              |                                                                              |                                                                              |                                                                              |                                                                              |  |  |                                                      |                                                      |                                                      |                                                      |                                                      |                                                      |  |  |  |  |                                                   |                                                   |                                                   |                                                   |                                                   |                                                   |  |  |  |  |                                                |                                                |                                                |                                                |                                                |                                                |  |  |  |  |  |  |                                                                         |                                                                         |                                                                         |                                                                         |                                                                         |                                                                         |  |  |  |  |  |  |  |  |  |  |  |  |  |  |  |  |  |  |  |  |  |  |  |  |
| John Erskine XXI conte di Mar IV conte di Mar (m. 1668)                      |                                                                              |                                                                              |                                                                              |                                                                              |                                                                              |  |  |                                                      |                                                      |                                                      |                                                      |                                                      |                                                      |  |  |  |  |                                                   |                                                   |                                                   |                                                   |                                                   |                                                   |  |  |  |  |                                                |                                                |                                                |                                                |                                                |                                                |  |  |  |  |  |  |                                                                         |                                                                         |                                                                         |                                                                         |                                                                         |                                                                         |  |  |  |  |  |  |  |  |  |  |  |  |  |  |  |  |  |  |  |  |  |  |  |  |
|                                                                              |                                                                              |                                                                              |                                                                              |                                                                              |                                                                              |  |  |                                                      |                                                      |                                                      |                                                      |                                                      |                                                      |  |  |  |  |                                                   |                                                   |                                                   |                                                   |                                                   |                                                   |  |  |  |  |                                                |                                                |                                                |                                                |                                                |                                                |  |  |  |  |  |  |                                                                         |                                                                         |                                                                         |                                                                         |                                                                         |                                                                         |  |  |  |  |  |  |  |  |  |  |  |  |  |  |  |  |  |  |  |  |  |  |  |  |
| Charles Erskine XXII conte di Mar V conte di Mar (1650-1689)                 |                                                                              |                                                                              |                                                                              |                                                                              |                                                                              |  |  |                                                      |                                                      |                                                      |                                                      |                                                      |                                                      |  |  |  |  |                                                   |                                                   |                                                   |                                                   |                                                   |                                                   |  |  |  |  |                                                |                                                |                                                |                                                |                                                |                                                |  |  |  |  |  |  |                                                                         |                                                                         |                                                                         |                                                                         |                                                                         |                                                                         |  |  |  |  |  |  |  |  |  |  |  |  |  |  |  |  |  |  |  |  |  |  |  |  |
|                                                                              |                                                                              |                                                                              |                                                                              |                                                                              |                                                                              |  |  |                                                      |                                                      |                                                      |                                                      |                                                      |                                                      |  |  |  |  |                                                   |                                                   |                                                   |                                                   |                                                   |                                                   |  |  |  |  |                                                |                                                |                                                |                                                |                                                |                                                |  |  |  |  |  |  |                                                                         |                                                                         |                                                                         |                                                                         |                                                                         |                                                                         |  |  |  |  |  |  |  |  |  |  |  |  |  |  |  |  |  |  |  |  |  |  |  |  |
| John Erskine XXIII conte di Mar VI conte di Mar (1675-1732)                  |                                                                              |                                                                              |                                                                              |                                                                              |                                                                              |  |  |                                                      |                                                      |                                                      |                                                      |                                                      |                                                      |  |  |  |  |                                                   |                                                   |                                                   |                                                   |                                                   |                                                   |  |  |  |  |                                                |                                                |                                                |                                                |                                                |                                                |  |  |  |  |  |  |                                                                         |                                                                         |                                                                         |                                                                         |                                                                         |                                                                         |  |  |  |  |  |  |  |  |  |  |  |  |  |  |  |  |  |  |  |  |  |  |  |  |
|                                                                              |                                                                              |                                                                              |                                                                              |                                                                              |                                                                              |  |  |                                                      |                                                      |                                                      |                                                      |                                                      |                                                      |  |  |  |  |                                                   |                                                   |                                                   |                                                   |                                                   |                                                   |  |  |  |  |                                                |                                                |                                                |                                                |                                                |                                                |  |  |  |  |  |  |                                                                         |                                                                         |                                                                         |                                                                         |                                                                         |                                                                         |  |  |  |  |  |  |  |  |  |  |  |  |  |  |  |  |  |  |  |  |  |  |  |  |
| Lady Frances Erskine (m. 1776)                                               |                                                                              |                                                                              |                                                                              |                                                                              |                                                                              |  |  |                                                      |                                                      |                                                      |                                                      |                                                      |                                                      |  |  |  |  |                                                   |                                                   |                                                   |                                                   |                                                   |                                                   |  |  |  |  |                                                |                                                |                                                |                                                |                                                |                                                |  |  |  |  |  |  |                                                                         |                                                                         |                                                                         |                                                                         |                                                                         |                                                                         |  |  |  |  |  |  |  |  |  |  |  |  |  |  |  |  |  |  |  |  |  |  |  |  |
|                                                                              |                                                                              |                                                                              |                                                                              |                                                                              |                                                                              |  |  |                                                      |                                                      |                                                      |                                                      |                                                      |                                                      |  |  |  |  |                                                   |                                                   |                                                   |                                                   |                                                   |                                                   |  |  |  |  |                                                |                                                |                                                |                                                |                                                |                                                |  |  |  |  |  |  |                                                                         |                                                                         |                                                                         |                                                                         |                                                                         |                                                                         |  |  |  |  |  |  |  |  |  |  |  |  |  |  |  |  |  |  |  |  |  |  |  |  |
| John Erskine XXIV conte di Mar VII conte di Mar (1741-1825)                  |                                                                              |                                                                              |                                                                              |                                                                              |                                                                              |  |  |                                                      |                                                      |                                                      |                                                      |                                                      |                                                      |  |  |  |  |                                                   |                                                   |                                                   |                                                   |                                                   |                                                   |  |  |  |  |                                                |                                                |                                                |                                                |                                                |                                                |  |  |  |  |  |  |                                                                         |                                                                         |                                                                         |                                                                         |                                                                         |                                                                         |  |  |  |  |  |  |  |  |  |  |  |  |  |  |  |  |  |  |  |  |  |  |  |  |
|                                                                              |                                                                              |                                                                              |                                                                              |                                                                              |                                                                              |  |  |                                                      |                                                      |                                                      |                                                      |                                                      |                                                      |  |  |  |  |                                                   |                                                   |                                                   |                                                   |                                                   |                                                   |  |  |  |  |                                                |                                                |                                                |                                                |                                                |                                                |  |  |  |  |  |  |                                                                         |                                                                         |                                                                         |                                                                         |                                                                         |                                                                         |  |  |  |  |  |  |  |  |  |  |  |  |  |  |  |  |  |  |  |  |  |  |  |  |
|                                                                              |                                                                              |                                                                              |                                                                              |                                                                              |                                                                              |  |  |                                                      |                                                      |                                                      |                                                      |                                                      |                                                      |  |  |  |  |                                                   |                                                   |                                                   |                                                   |                                                   |                                                   |  |  |  |  |                                                |                                                |                                                |                                                |                                                |                                                |  |  |  |  |  |  |                                                                         |                                                                         |                                                                         |                                                                         |                                                                         |                                                                         |  |  |  |  |  |  |  |  |  |  |  |  |  |  |  |  |  |  |  |  |  |  |  |  |
| John Erskine XV conte di Mar VIII conte di Mar (1772-1828)                   | John Erskine XV conte di Mar VIII conte di Mar (1772-1828)                   | John Erskine XV conte di Mar VIII conte di Mar (1772-1828)                   | John Erskine XV conte di Mar VIII conte di Mar (1772-1828)                   | John Erskine XV conte di Mar VIII conte di Mar (1772-1828)                   | John Erskine XV conte di Mar VIII conte di Mar (1772-1828)                   |  |  |                                                      |                                                      |                                                      |                                                      |                                                      |                                                      |  |  |  |  |                                                   |                                                   |                                                   |                                                   |                                                   |                                                   |  |  |  |  |                                                |                                                |                                                |                                                |                                                |                                                |  |  |  |  |  |  | Henry Erskine (1776-1846)                                               | Henry Erskine (1776-1846)                                               | Henry Erskine (1776-1846)                                               | Henry Erskine (1776-1846)                                               | Henry Erskine (1776-1846)                                               | Henry Erskine (1776-1846)                                               |  |  |  |  |  |  |  |  |  |  |  |  |  |  |  |  |  |  |  |  |  |  |  |  |
| John Erskine XV conte di Mar VIII conte di Mar (1772-1828)                   | John Erskine XV conte di Mar VIII conte di Mar (1772-1828)                   | John Erskine XV conte di Mar VIII conte di Mar (1772-1828)                   | John Erskine XV conte di Mar VIII conte di Mar (1772-1828)                   | John Erskine XV conte di Mar VIII conte di Mar (1772-1828)                   | John Erskine XV conte di Mar VIII conte di Mar (1772-1828)                   |  |  |                                                      |                                                      |                                                      |                                                      |                                                      |                                                      |  |  |  |  |                                                   |                                                   |                                                   |                                                   |                                                   |                                                   |  |  |  |  |                                                |                                                |                                                |                                                |                                                |                                                |  |  |  |  |  |  | Henry Erskine (1776-1846)                                               | Henry Erskine (1776-1846)                                               | Henry Erskine (1776-1846)                                               | Henry Erskine (1776-1846)                                               | Henry Erskine (1776-1846)                                               | Henry Erskine (1776-1846)                                               |  |  |  |  |  |  |  |  |  |  |  |  |  |  |  |  |  |  |  |  |  |  |  |  |
|                                                                              |                                                                              |                                                                              |                                                                              |                                                                              |                                                                              |  |  |                                                      |                                                      |                                                      |                                                      |                                                      |                                                      |  |  |  |  |                                                   |                                                   |                                                   |                                                   |                                                   |                                                   |  |  |  |  |                                                |                                                |                                                |                                                |                                                |                                                |  |  |  |  |  |  |                                                                         |                                                                         |                                                                         |                                                                         |                                                                         |                                                                         |  |  |  |  |  |  |  |  |  |  |  |  |  |  |  |  |  |  |  |  |  |  |  |  |
| John Erskine XVI conte di Mar IX conte di Mar XI conte di Kellie (1795-1866) | John Erskine XVI conte di Mar IX conte di Mar XI conte di Kellie (1795-1866) | John Erskine XVI conte di Mar IX conte di Mar XI conte di Kellie (1795-1866) | John Erskine XVI conte di Mar IX conte di Mar XI conte di Kellie (1795-1866) | John Erskine XVI conte di Mar IX conte di Mar XI conte di Kellie (1795-1866) | John Erskine XVI conte di Mar IX conte di Mar XI conte di Kellie (1795-1866) |  |  | Lady Frances Erskine (m. 1842)                       | Lady Frances Erskine (m. 1842)                       | Lady Frances Erskine (m. 1842)                       | Lady Frances Erskine (m. 1842)                       | Lady Frances Erskine (m. 1842)                       | Lady Frances Erskine (m. 1842)                       |  |  |  |  |                                                   |                                                   |                                                   |                                                   |                                                   |                                                   |  |  |  |  |                                                |                                                |                                                |                                                |                                                |                                                |  |  |  |  |  |  | Walter Coningsby Erskine X conte di Mar XII conte di Kellie (1810-1872) | Walter Coningsby Erskine X conte di Mar XII conte di Kellie (1810-1872) | Walter Coningsby Erskine X conte di Mar XII conte di Kellie (1810-1872) | Walter Coningsby Erskine X conte di Mar XII conte di Kellie (1810-1872) | Walter Coningsby Erskine X conte di Mar XII conte di Kellie (1810-1872) | Walter Coningsby Erskine X conte di Mar XII conte di Kellie (1810-1872) |  |  |  |  |  |  |  |  |  |  |  |  |  |  |  |  |  |  |  |  |  |  |  |  |
| John Erskine XVI conte di Mar IX conte di Mar XI conte di Kellie (1795-1866) | John Erskine XVI conte di Mar IX conte di Mar XI conte di Kellie (1795-1866) | John Erskine XVI conte di Mar IX conte di Mar XI conte di Kellie (1795-1866) | John Erskine XVI conte di Mar IX conte di Mar XI conte di Kellie (1795-1866) | John Erskine XVI conte di Mar IX conte di Mar XI conte di Kellie (1795-1866) | John Erskine XVI conte di Mar IX conte di Mar XI conte di Kellie (1795-1866) |  |  | Lady Frances Erskine (m. 1842)                       | Lady Frances Erskine (m. 1842)                       | Lady Frances Erskine (m. 1842)                       | Lady Frances Erskine (m. 1842)                       | Lady Frances Erskine (m. 1842)                       | Lady Frances Erskine (m. 1842)                       |  |  |  |  |                                                   |                                                   |                                                   |                                                   |                                                   |                                                   |  |  |  |  |                                                |                                                |                                                |                                                |                                                |                                                |  |  |  |  |  |  | Walter Coningsby Erskine X conte di Mar XII conte di Kellie (1810-1872) | Walter Coningsby Erskine X conte di Mar XII conte di Kellie (1810-1872) | Walter Coningsby Erskine X conte di Mar XII conte di Kellie (1810-1872) | Walter Coningsby Erskine X conte di Mar XII conte di Kellie (1810-1872) | Walter Coningsby Erskine X conte di Mar XII conte di Kellie (1810-1872) | Walter Coningsby Erskine X conte di Mar XII conte di Kellie (1810-1872) |  |  |  |  |  |  |  |  |  |  |  |  |  |  |  |  |  |  |  |  |  |  |  |  |
|                                                                              |                                                                              |                                                                              |                                                                              |                                                                              |                                                                              |  |  |                                                      |                                                      |                                                      |                                                      |                                                      |                                                      |  |  |  |  |                                                   |                                                   |                                                   |                                                   |                                                   |                                                   |  |  |  |  |                                                |                                                |                                                |                                                |                                                |                                                |  |  |  |  |  |  |                                                                         |                                                                         |                                                                         |                                                                         |                                                                         |                                                                         |  |  |  |  |  |  |  |  |  |  |  |  |  |  |  |  |  |  |  |  |  |  |  |  |
|                                                                              |                                                                              |                                                                              |                                                                              |                                                                              |                                                                              |  |  | John Goodeve-Erskine XXVII conte di Mar (1836-1930)  | John Goodeve-Erskine XXVII conte di Mar (1836-1930)  | John Goodeve-Erskine XXVII conte di Mar (1836-1930)  | John Goodeve-Erskine XXVII conte di Mar (1836-1930)  | John Goodeve-Erskine XXVII conte di Mar (1836-1930)  | John Goodeve-Erskine XXVII conte di Mar (1836-1930)  |  |  |  |  | Lady Frances Goodeve (1831-1887)                  | Lady Frances Goodeve (1831-1887)                  | Lady Frances Goodeve (1831-1887)                  | Lady Frances Goodeve (1831-1887)                  | Lady Frances Goodeve (1831-1887)                  | Lady Frances Goodeve (1831-1887)                  |  |  |  |  |                                                |                                                |                                                |                                                |                                                |                                                |  |  |  |  |  |  | Walter Erskine XI conte di Mar XIII conte di Kellie (1839-1888)         | Walter Erskine XI conte di Mar XIII conte di Kellie (1839-1888)         | Walter Erskine XI conte di Mar XIII conte di Kellie (1839-1888)         | Walter Erskine XI conte di Mar XIII conte di Kellie (1839-1888)         | Walter Erskine XI conte di Mar XIII conte di Kellie (1839-1888)         | Walter Erskine XI conte di Mar XIII conte di Kellie (1839-1888)         |  |  |  |  |  |  |  |  |  |  |  |  |  |  |  |  |  |  |  |  |  |  |  |  |
|                                                                              |                                                                              |                                                                              |                                                                              |                                                                              |                                                                              |  |  | John Goodeve-Erskine XXVII conte di Mar (1836-1930)  | John Goodeve-Erskine XXVII conte di Mar (1836-1930)  | John Goodeve-Erskine XXVII conte di Mar (1836-1930)  | John Goodeve-Erskine XXVII conte di Mar (1836-1930)  | John Goodeve-Erskine XXVII conte di Mar (1836-1930)  | John Goodeve-Erskine XXVII conte di Mar (1836-1930)  |  |  |  |  | Lady Frances Goodeve (1831-1887)                  | Lady Frances Goodeve (1831-1887)                  | Lady Frances Goodeve (1831-1887)                  | Lady Frances Goodeve (1831-1887)                  | Lady Frances Goodeve (1831-1887)                  | Lady Frances Goodeve (1831-1887)                  |  |  |  |  |                                                |                                                |                                                |                                                |                                                |                                                |  |  |  |  |  |  | Walter Erskine XI conte di Mar XIII conte di Kellie (1839-1888)         | Walter Erskine XI conte di Mar XIII conte di Kellie (1839-1888)         | Walter Erskine XI conte di Mar XIII conte di Kellie (1839-1888)         | Walter Erskine XI conte di Mar XIII conte di Kellie (1839-1888)         | Walter Erskine XI conte di Mar XIII conte di Kellie (1839-1888)         | Walter Erskine XI conte di Mar XIII conte di Kellie (1839-1888)         |  |  |  |  |  |  |  |  |  |  |  |  |  |  |  |  |  |  |  |  |  |  |  |  |
|                                                                              |                                                                              |                                                                              |                                                                              |                                                                              |                                                                              |  |  |                                                      |                                                      |                                                      |                                                      |                                                      |                                                      |  |  |  |  |                                                   |                                                   |                                                   |                                                   |                                                   |                                                   |  |  |  |  |                                                |                                                |                                                |                                                |                                                |                                                |  |  |  |  |  |  |                                                                         |                                                                         |                                                                         |                                                                         |                                                                         |                                                                         |  |  |  |  |  |  |  |  |  |  |  |  |  |  |  |  |  |  |  |  |  |  |  |  |
|                                                                              |                                                                              |                                                                              |                                                                              |                                                                              |                                                                              |  |  | John Goodeve-Erskine XXVIII conte di Mar (1868-1932) | John Goodeve-Erskine XXVIII conte di Mar (1868-1932) | John Goodeve-Erskine XXVIII conte di Mar (1868-1932) | John Goodeve-Erskine XXVIII conte di Mar (1868-1932) | John Goodeve-Erskine XXVIII conte di Mar (1868-1932) | John Goodeve-Erskine XXVIII conte di Mar (1868-1932) |  |  |  |  | Charles Young (1862-1898)                         | Charles Young (1862-1898)                         | Charles Young (1862-1898)                         | Charles Young (1862-1898)                         | Charles Young (1862-1898)                         | Charles Young (1862-1898)                         |  |  |  |  | Alice Young (1858-1951)                        | Alice Young (1858-1951)                        | Alice Young (1858-1951)                        | Alice Young (1858-1951)                        | Alice Young (1858-1951)                        | Alice Young (1858-1951)                        |  |  |  |  |  |  | Walter Erskine XII conte di Mar XIV conte di Kellie (1865-1955)         | Walter Erskine XII conte di Mar XIV conte di Kellie (1865-1955)         | Walter Erskine XII conte di Mar XIV conte di Kellie (1865-1955)         | Walter Erskine XII conte di Mar XIV conte di Kellie (1865-1955)         | Walter Erskine XII conte di Mar XIV conte di Kellie (1865-1955)         | Walter Erskine XII conte di Mar XIV conte di Kellie (1865-1955)         |  |  |  |  |  |  |  |  |  |  |  |  |  |  |  |  |  |  |  |  |  |  |  |  |
|                                                                              |                                                                              |                                                                              |                                                                              |                                                                              |                                                                              |  |  | John Goodeve-Erskine XXVIII conte di Mar (1868-1932) | John Goodeve-Erskine XXVIII conte di Mar (1868-1932) | John Goodeve-Erskine XXVIII conte di Mar (1868-1932) | John Goodeve-Erskine XXVIII conte di Mar (1868-1932) | John Goodeve-Erskine XXVIII conte di Mar (1868-1932) | John Goodeve-Erskine XXVIII conte di Mar (1868-1932) |  |  |  |  | Charles Young (1862-1898)                         | Charles Young (1862-1898)                         | Charles Young (1862-1898)                         | Charles Young (1862-1898)                         | Charles Young (1862-1898)                         | Charles Young (1862-1898)                         |  |  |  |  | Alice Young (1858-1951)                        | Alice Young (1858-1951)                        | Alice Young (1858-1951)                        | Alice Young (1858-1951)                        | Alice Young (1858-1951)                        | Alice Young (1858-1951)                        |  |  |  |  |  |  | Walter Erskine XII conte di Mar XIV conte di Kellie (1865-1955)         | Walter Erskine XII conte di Mar XIV conte di Kellie (1865-1955)         | Walter Erskine XII conte di Mar XIV conte di Kellie (1865-1955)         | Walter Erskine XII conte di Mar XIV conte di Kellie (1865-1955)         | Walter Erskine XII conte di Mar XIV conte di Kellie (1865-1955)         | Walter Erskine XII conte di Mar XIV conte di Kellie (1865-1955)         |  |  |  |  |  |  |  |  |  |  |  |  |  |  |  |  |  |  |  |  |  |  |  |  |
|                                                                              |                                                                              |                                                                              |                                                                              |                                                                              |                                                                              |  |  |                                                      |                                                      |                                                      |                                                      |                                                      |                                                      |  |  |  |  | Lionel Erskine-Young XIX conte di Mar (1891-1965) | Lionel Erskine-Young XIX conte di Mar (1891-1965) | Lionel Erskine-Young XIX conte di Mar (1891-1965) | Lionel Erskine-Young XIX conte di Mar (1891-1965) | Lionel Erskine-Young XIX conte di Mar (1891-1965) | Lionel Erskine-Young XIX conte di Mar (1891-1965) |  |  |  |  | Charles Lane (1882-1956)                       | Charles Lane (1882-1956)                       | Charles Lane (1882-1956)                       | Charles Lane (1882-1956)                       | Charles Lane (1882-1956)                       | Charles Lane (1882-1956)                       |  |  |  |  |  |  | John Erskine, lord Erskine (1895-1953)                                  | John Erskine, lord Erskine (1895-1953)                                  | John Erskine, lord Erskine (1895-1953)                                  | John Erskine, lord Erskine (1895-1953)                                  | John Erskine, lord Erskine (1895-1953)                                  | John Erskine, lord Erskine (1895-1953)                                  |  |  |  |  |  |  |  |  |  |  |  |  |  |  |  |  |  |  |  |  |  |  |  |  |
|                                                                              |                                                                              |                                                                              |                                                                              |                                                                              |                                                                              |  |  |                                                      |                                                      |                                                      |                                                      |                                                      |                                                      |  |  |  |  | Lionel Erskine-Young XIX conte di Mar (1891-1965) | Lionel Erskine-Young XIX conte di Mar (1891-1965) | Lionel Erskine-Young XIX conte di Mar (1891-1965) | Lionel Erskine-Young XIX conte di Mar (1891-1965) | Lionel Erskine-Young XIX conte di Mar (1891-1965) | Lionel Erskine-Young XIX conte di Mar (1891-1965) |  |  |  |  | Charles Lane (1882-1956)                       | Charles Lane (1882-1956)                       | Charles Lane (1882-1956)                       | Charles Lane (1882-1956)                       | Charles Lane (1882-1956)                       | Charles Lane (1882-1956)                       |  |  |  |  |  |  | John Erskine, lord Erskine (1895-1953)                                  | John Erskine, lord Erskine (1895-1953)                                  | John Erskine, lord Erskine (1895-1953)                                  | John Erskine, lord Erskine (1895-1953)                                  | John Erskine, lord Erskine (1895-1953)                                  | John Erskine, lord Erskine (1895-1953)                                  |  |  |  |  |  |  |  |  |  |  |  |  |  |  |  |  |  |  |  |  |  |  |  |  |
|                                                                              |                                                                              |                                                                              |                                                                              |                                                                              |                                                                              |  |  |                                                      |                                                      |                                                      |                                                      |                                                      |                                                      |  |  |  |  |                                                   |                                                   |                                                   |                                                   |                                                   |                                                   |  |  |  |  | James di Mar XXX conte di Mar (1914-1975)      | James di Mar XXX conte di Mar (1914-1975)      | James di Mar XXX conte di Mar (1914-1975)      | James di Mar XXX conte di Mar (1914-1975)      | James di Mar XXX conte di Mar (1914-1975)      | James di Mar XXX conte di Mar (1914-1975)      |  |  |  |  |  |  | John Erskine XIII conte di Mar XV conte di Kellie (1921-1993)           | John Erskine XIII conte di Mar XV conte di Kellie (1921-1993)           | John Erskine XIII conte di Mar XV conte di Kellie (1921-1993)           | John Erskine XIII conte di Mar XV conte di Kellie (1921-1993)           | John Erskine XIII conte di Mar XV conte di Kellie (1921-1993)           | John Erskine XIII conte di Mar XV conte di Kellie (1921-1993)           |  |  |  |  |  |  |  |  |  |  |  |  |  |  |  |  |  |  |  |  |  |  |  |  |
|                                                                              |                                                                              |                                                                              |                                                                              |                                                                              |                                                                              |  |  |                                                      |                                                      |                                                      |                                                      |                                                      |                                                      |  |  |  |  |                                                   |                                                   |                                                   |                                                   |                                                   |                                                   |  |  |  |  | James di Mar XXX conte di Mar (1914-1975)      | James di Mar XXX conte di Mar (1914-1975)      | James di Mar XXX conte di Mar (1914-1975)      | James di Mar XXX conte di Mar (1914-1975)      | James di Mar XXX conte di Mar (1914-1975)      | James di Mar XXX conte di Mar (1914-1975)      |  |  |  |  |  |  | John Erskine XIII conte di Mar XV conte di Kellie (1921-1993)           | John Erskine XIII conte di Mar XV conte di Kellie (1921-1993)           | John Erskine XIII conte di Mar XV conte di Kellie (1921-1993)           | John Erskine XIII conte di Mar XV conte di Kellie (1921-1993)           | John Erskine XIII conte di Mar XV conte di Kellie (1921-1993)           | John Erskine XIII conte di Mar XV conte di Kellie (1921-1993)           |  |  |  |  |  |  |  |  |  |  |  |  |  |  |  |  |  |  |  |  |  |  |  |  |
|                                                                              |                                                                              |                                                                              |                                                                              |                                                                              |                                                                              |  |  |                                                      |                                                      |                                                      |                                                      |                                                      |                                                      |  |  |  |  |                                                   |                                                   |                                                   |                                                   |                                                   |                                                   |  |  |  |  | Margaret di Mar XXXI contessa di Mar (n. 1940) | Margaret di Mar XXXI contessa di Mar (n. 1940) | Margaret di Mar XXXI contessa di Mar (n. 1940) | Margaret di Mar XXXI contessa di Mar (n. 1940) | Margaret di Mar XXXI contessa di Mar (n. 1940) | Margaret di Mar XXXI contessa di Mar (n. 1940) |  |  |  |  |  |  | James Erskine XIV conte di Mar XVI conte di Kellie (n. 1949)            | James Erskine XIV conte di Mar XVI conte di Kellie (n. 1949)            | James Erskine XIV conte di Mar XVI conte di Kellie (n. 1949)            | James Erskine XIV conte di Mar XVI conte di Kellie (n. 1949)            | James Erskine XIV conte di Mar XVI conte di Kellie (n. 1949)            | James Erskine XIV conte di Mar XVI conte di Kellie (n. 1949)            |  |  |  |  |  |  |  |  |  |  |  |  |  |  |  |  |  |  |  |  |  |  |  |  |

## Nella cultura di massa
The Earl of Mar's Daughter è una ballata popolare documentata da Francis James Child nella sua opera.
I Genesis con la loro canzone Eleventh Earl of Mar del loro album Wind & Wuthering (1977) descrivono il fallimento della campagna giacobita e le accuse rivolte al giovane conte.
Mar è una provincia del gioco da tavolo Britannia.